# Pyrrhia hedemanni
Pyrrhia hedemanni là một loài bướm đêm trong họ Noctuidae.